# Stång (längdmått)
Stång var under mitten av 1800-talet ett längdmått, motsvarande 10 fot. Då det äldre svenska fotmåttet var 0,2969 meter blev 1 stång = 2,969 meter. År 1855 avlöstes de äldre verkmåtten i Sverige av längdmått som baserades på fot men var decimala, så att större och mindre mått erhölls genom multiplikation eller division med potenser av 10. En stång definierades som 10 fot.
- 10 stänger är en rev.
- 3600 stänger är en gammal mil.

Samma mått användes även vid area- och volymberäkningar. En kvadratstång var 100 kvadratfot och alltså cirka 8,815 kvadratmeter, och hundra kvadratstränger var en kvadratrev och således cirka 881,5 m2.
Stång upphörde som officiellt mått när Sverige slutligen övergick till metersystemet år 1889.

## Äldre betydelse
På 1500-talet användes stångtal som arealmått på odlad jord efter vilken skatt betalades.

## Annan definition
I Dalarna förekom en alternativ definition med 1 stång = 6 alnar = 10 kavlar = 12 fot.